# ياكوفليف ياك-42
ياكوفليف ياك 42  (بالإنجليزية: Yakovlev Yak-42)‏ هي طائرة ركاب نفاثة ضيقة البدن أنتجت في 1980 بالاتحاد السوفيتي. من صناعة ياكوفليف. كان أول طيران لها في 7 مارس 1975. وما زالت في الخدمة حتى الآن. صنع منها 178 طائرة.